# Контрсталійний час
Контрсталі́йний час — додатковий після закінчення терміну навантаження (розвантаження) час очікування судном закінчення вантажних робіт.